# Cirolana chaloti
Cirolana chaloti là một loài chân đều trong họ Cirolanidae. Loài này được Bouvier miêu tả khoa học năm 1901.